# Jonathan Kasibabu
Jonathan Shilala Kasibabu (Kisangani, 24 aprile 1996) è un cestista della Repubblica Democratica del Congo.

## Palmarès
- Copa Princesa de Asturias: 1

Palencia: 2023